# اوبزوا
اوبزوا (به لاتین: Obzova) یک قله در کرواسی است که در شهرستان پریموری-گورسکی واقع شده‌است. اوبزوا ۵۶۸ متر بالاتر از سطح دریا واقع شده‌است.